# 汧渭之会
汧渭之会，春秋时期秦国国都。在今陕西省眉县附近，秦先世都邑之一。
秦文公元年（前765年）秦文公由汧邑（今陕西陇县南）迁都回西垂（今甘肃天水西南）。秦文公三年（前763年）亲率军队七百人东伐戎狄。秦文公四年（前762年）汧渭之会（汧水和渭河交汇处）营建都城。秦宪公二年（前714年）秦宪公从汧渭之会徙居平阳。秦文公、秦宪公二代君主居住在汧渭之会，汧渭之会建都四十八年。